# Marlyse de La Grange
 (mai 2015).
Améliorez-le ou discutez des points à vérifier. 
 (mai 2015).
Marlyse de La Grange, née Lowenbach le 17 mai 1934 à Neuilly-sur-Seine et morte le 28 mai 1992 à Paris 13e, est une journaliste et productrice française d'émissions télévisées.

## Famille
Marlyse Lowenbach se marie le 9 juin 1961 à François de La Grange (1920-1976). Ils ont deux enfants : Virgine et Patrick.

## Carrière
Journaliste sous le nom de Marlyse Lowenbach, elle présenta, à partir de 1969 à la Télévision française sur la deuxième chaîne « couleur », l'émission animalière Les Animaux du monde aux côtés de son mari, en alternance avec Marie-Josée Neuville (femme du réalisateur Gérard Herzog).
De 1969 à 1971, Marlyse Lowenbach était responsable d'émissions enfantines sur la première chaîne de télévision française : Le Journal des animaux, puis Le Club des caribous.
À la mort de François de La Grange en 1976, Marlyse de la Grange poursuit la production de l'émission Les Animaux du monde avec Antoine Reille, comme coproducteur,.
Considérée comme une « gauchiste à éliminer » par Francis Bouygues, elle manque d'être licenciée dès la toute première chasse aux sorcières lors de la privatisation de TF1, qui va voir les licenciements de Michel Polac, Cavanna, Claude Pierrard, Évelyne Pagès, entre autres, car ils ne sont pas proches des idées libérales, ou du RPR. 
Dès l'été 1989, le licenciement de Marlyse de La Grange est envisagé : les audiences de l'émission ne décollent pas, tout comme les relations avec l'animatrice se dégradèrent rapidement, celle-ci estimant que le programme ne ressemblait plus du tout à celui initial, conçu à l'origine par son mari. De plus, elle vit très mal de voir son émission coupée par des coupures publicitaires imposées. L'animatrice ne souhaite pas partir, ce qui va rendre son licenciement difficile. La chaîne fait le choix de licencier l'animatrice à un moment propice, où celle-ci est en congé : son bureau est repris, sous prétexte de travaux, et ses effets personnels lui sont restitués rapidement.  
Son émission animalière est supprimée de la grille de TF1 en 1990. Très affectée, elle vit ensuite difficilement la suppression de son émission, qui a été lancée par son mari en janvier 1969, ainsi que son limogeage de TF1. Elle reçoit cependant le soutien de Jean-Pierre Hutin, à la suite de son licenciement, qui, comme elle, animait l'émission 30 millions d'amis sur les animaux de compagnie sur TF1. Elle meurt à Paris le 28 mai 1992. Elle est inhumée au cimetière de Ramatuelle.

## Publications
- François et Marlyse de La Grange, Chiens et Chats du Monde, Éditions Fernand Nathan, Paris, 1971.
- Marlyse de La Grange et Jean Larivière, Les Animaux et leurs petits, Éditions Fernand Nathan, Paris, 1976.
- Marlyse de La Grange, Pierre et Josette Rousselet-Blanc, Les Petits Animaux familiers, coll. "Pour mieux connaître", Éditions Fernand Nathan, Paris, 1976.
- Marlyse de La Grange, Pierre et Josette Rousselet-Blanc, Le Chat, coll. "Pour mieux connaître", Éditions Fernand Nathan, Paris, 1976.
- Marlyse de La Grange et Jean Larivière, Les Animaux et leurs mystères, Éditions Fernand Nathan, Paris, 1977.
- Marlyse de La Grange et Roby, Les Petits Animaux sauvages des champs et des bois, coll. "Pour mieux connaître", Éditions Fernand Nathan, Paris, 1977.
- Antoine Reille et Marlyse de La Grange, La Vie dans la savane, Éditions Fernand Nathan, Paris, 1978.
- Marlyse de La Grange et Antoine Reille, Les Animaux du Monde en Poésie, coll. "L'Enfant, la poésie" (6-12 ans), Éditions Saint-Germain des Prés, Paris, 1982.  (ISBN 2-243-02003-3)
- Marlyse de La Grange, Mes Animaux vedettes, Carrère, Paris, 1986.  (ISBN 2-86804-333-X)
- Marlyse de La Grange, Almanach des animaux, Rivages, Paris, 1986.  (ISBN 2-86930-025-5)